# Nagrada Luka Brajnović
Nagrada Luka Brajnović (šp. Premio Luka Brajnovic, eng. Luka Brajnovic Communication Award), je međunarodna novinarska nagrada koja se dodjeljuje od 1997. godine u čast lika i djela Luke Brajnovića, hrvatskoga pjesnika, književnika i novinara koji je od nakon Drugoga svjetskog rata do smrti, 2001. godine, živio i radio u Španjolskoj. Nagradu dodjeljuje Škola komunikacije Sveučilišta Navarra iz Pamplone u Španjolskoj, "profesionalcima koji su u svom radu na području komunikacije branili dostojanstvo ljudske osobe i temeljne vrijednosti slobode, tolerancije i solidarnosti".

## Dobitnici
- 1997.: Miguel Delibes, pisac i novinar.
- 1998.: Violeta Chamorro, bivša predsjednica Nikaragve.
- 1999.: David Puttnam, britanski filmski producent.
- 2000.: Antonio Fontán, novinar i profesor novinarstva.
- 2001.: Siniša Glavašević i Miguel Gil, hrvatski i španjolski ratni dopisnici.
- 2002.: Organizacija Medios para la Paz de Colombia iz Kolumbije.
- 2003.: José Javier Uranga, novinar iz Navare.
- 2004.: Ettore Bernabei, talijanski novinar.
- 2005.: Joaquin Navarro-Valls, glasnogovornik Svete Stolice.
- 2006.: Krzysztof Zanussi, poljski redatelj i producent.
- 2009.: Missouri School of Journalism na Sveučilištu Missouri.
- 2010.: Juan Pablo de Villanueva, novinar.
- 2015.: James Nachtwey, fotoreporter.
- 2017.: Antonio López, pionir razvoja mjesta ravnatelja za korporativne komunikacije u Španjolskoj.
- 2019.: Marc Marginedas, novinar.[4]
- 2021.: David Beriáin,[5] španjolski novinar, reporter, producent i voditelj dokumentarnih filmova.

## Vanjske poveznice
- (šp.), (engl.) Universidad de Navarra: Premio Luka Brajnovic
- (šp.) Universidad de Navarra: Premio Luka Brajnovic  Arhivirana inačica izvorne stranice od 10. travnja 2015. (Wayback Machine)